# Athlone Town
Der Athlone Town Association Football Club  ist ein irischer Fußballverein aus Athlone. Der 1887 gegründete Verein ist der älteste Fußballclub der Republik Irland, die Farben des Clubs sind Blau und Schwarz. Der Club war in den 1920er Jahren bereits für einige Jahre Mitglied der League of Ireland, gehört dieser jedoch erst wieder seit 1969 an, seit Mitte der 1990er Jahre aber lediglich in der unteren Staffel, der First Division.

## Geschichte
Athlone Town wurde 1887 gegründet und ist damit einige Jahre älter als die großen Dubliner Traditionsclubs Bohemians, UCD und Shelbourne und sogar der älteste Club der League of Ireland. Das erste Mal spielte The Town bereits in der zweiten Saison der eigenständigen Liga des irischen Freistaates 1922; 1924 gelang sogar der Sieg des erst zum dritten Mal ausgetragenen Pokal der Republik, doch kam man in der Liga nie über das Mittelmaß hinaus und wurde schließlich als letzter der Spielzeit 1927/28 aus der Liga ausgeschlossen.
Es sollte 40 Jahre dauern, bis der Verein 1969 wieder in das Oberhaus des irischen Fußballs aufgenommen wurde. Der Club konnte sich behaupten, und 1975 wurde The Town mit weitem Abstand hinter den Bohemians Vizemeister. Dies war schon ein Ausblick auf die große Zeit der Mannschaft aus Athlone Anfang der 1980er Jahre, als sie in vier Spielzeiten zwei Meisterschaften und drei Ligapokalsiege erringen konnten. Danach ging es jedoch abwärts mit dem Club. Von Mitte der 1980er Jahre bis Mitte der 1990er Jahre spielte man mal in der Premier mal in der First Division, um seit dem Abstieg 1996 durchgehend nur noch zweitklassig zu sein. Selbst in der First Division konnte sich der Verein zuletzt nicht mehr durchsetzen, so dass Athlone Town die Spielzeit 2005 als schlechtester aller 22 irischen Proficlubs auf dem letzten Platz der First Division abschloss.
Am 29. April 2017 kam es zu einer aufgedeckten Wettmanipulation beim Auswärtsspiel in Longford. Das Spiel endete 1:3, nachdem der portugiesische Trainer Ricardo Gravo den rumänischen Mittelfeldspieler Dragos Sfrijan in die Abwehr beordert hatte und der lettische Torwart Igors Labuts gepatzt hatte. Haupteigentümer des Vereins war zu diesem Zeitpunkt die Firma Pré Season, deren Eigentümer selbst nicht bekannt sind. Am Ende der Saison belegte Athlone Town den letzten Tabellenplatz. Im September 2017 hat die FAI die beiden Spieler Igors Labuts und Dragos Sfrijan für 12 Monate gesperrt, nachdem die UEFA "klare und überwältigende Beweise von Wetten" gefunden hatte.  Die Professional Footballers’ Association of Ireland sagte, die Entscheidung begründe auf "halbfertigen Andeutungen". Die Sperre wurde deshalb im Oktober 2018 für Labuts wieder zurückgenommen.
In europäischen Wettbewerben war Athlone Town bisher in drei Spielzeiten vertreten. 1975/76 erreichte man durch einen Heimsieg und ein Unentschieden gegen Vålerenga IF aus Oslo die zweite Runde des UEFA-Cups, wo man auf den AC Mailand traf. Durch eine sehr gute Mannschaftsleistung konnte im Hinspiel in Irland noch ein 0:0-Unentschieden gehalten werden, in Mailand musste man sich dann jedoch geschlagen geben. Bei den beiden anderen Teilnahmen (1981 und 1983) scheiterte man jedoch bereits in der ersten Runde des Europapokals der Landesmeister jeweils sieglos.

## Erfolge
- Irischer Meister (2)
  - 1980/81, 1982/83
- Irischer Pokalsieger (1)
  - 1924
- Irischer Ligapokalsieger (3)
  - 1979/80, 1981/82, 1982/83

## Europapokalbilanz
| Saison  | Wettbewerb                    | Runde    | Gegner               | Gesamt    | Hin     | Rück    |
| ------- | ----------------------------- | -------- | -------------------- | --------- | ------- | ------- |
| 1975/76 | UEFA-Pokal                    | 1. Runde | Vålerenga Oslo       | 4:2       | 3:1 (H) | 1:1 (A) |
| 1975/76 | UEFA-Pokal                    | 2. Runde | AC Mailand           | 0:3       | 0:0 (H) | 0:3 (A) |
| 1981/82 | Europapokal der Landesmeister | 1. Runde | Kjøbenhavns Boldklub | (a)3:3(a) | 1:1 (A) | 2:2 (H) |
| 1983/84 | Europapokal der Landesmeister | 1. Runde | Standard Lüttich     | 4:11      | 2:3 (H) | 2:8 (A) |

Gesamtbilanz: 8 Spiele, 1 Sieg, 3 Unentschieden, 4 Niederlagen, 11:19 Tore (Tordifferenz −8)